# Niva Olše-Věřňovice
Přírodní památka Niva Olše-Věřňovice se nachází v katastru obce Dolní Lutyně poblíž obce Věřňovice a řeky Olše nedaleko česko-polské státní hranice v okrese Karviná v Moravskoslezském kraji. Přírodní památka se skládá ze tří izolovaných úzkých částí (bývalé hráze rybníků se starými porosty dubů) lokalizovaných od Věřňovic východním směrem (dvě části) a západním směrem (1 část).

## Další informace
Přírodní památka Niva Olše-Věřňovice je významná lokalita výskytu páchníka hnědého (Osmoderma barnabita) žijícího v dubových porostech. Byla zřízena 3. prosince 2013. Vzhledem k mimořádné přírodní hodnotě přesahující lokální význam, je přírodní památka zařazena mezi evropsky významné lokality v rámci Natura 2000.
Severně od Věřňovic se nachází také přírodní památka Věřňovice.